# ريتشارد كيلي
ريتشارد كيلي (بالإنجليزية: Richard F. Kelly)‏ (و. 1936 – 2015 م) هو سياسي من الولايات المتحدة الأمريكية .